# Hőmérséklet
A hőmérséklet az anyagok egyik fizikai jellemzője, állapothatározó. Változása szorosan összefügg az anyag más makroszkopikus tulajdonságainak változásával. E jellemzőt az ember elsősorban tapintás útján, a hőérzettel észleli, másodsorban hőmérő segítségével. A hőtan, más néven termodinamika tudományának egyik alapfogalma, intenzív mennyiség, tehát nem additív, két test között hőáramlással kiegyenlítődésre törekszik. A hőmérőkben található folyadék - legtöbbször higany vagy etanol - folyadékszintje a hőmérséklet-változás hatására végbemenő hőtágulás miatt változik. Fizikai szempontból a termodinamikai hőmérséklet az anyagot felépítő részecskék átlagos mozgási energiájával kapcsolatos mennyiség. A részecskék egy szabadsági fokra (például egy kitüntetett irányú mozgásra) jutó mozgási energiájának hosszabb időtávon mért átlaga T hőmérsékleten kT, ahol k a Boltzmann-állandó. Hangsúlyozzuk tehát, hogy a hőmérséklet egy olyan fizikai mennyiség, amit meghatározásakor arányosnak választottak az anyagrészecskék mozgási energiájával, és a Boltzmann-állandó a választott skáláink miatt lesz adott értékű. Látszik, hogy a hőmérséklet statisztikus fogalom, ilyen szempontú leírása a statisztikus fizika témakörébe tartozik.

Egy alfa-hélix-szerkezetű fehérjemolekula hőrezgése. Az atomok léggömbszerűen pattognak

## A hőmérséklet mértékegységei

### Kelvin-skála
A mértékegység Lord Kelvin nevét viseli. Az elnevezést a tudós iránti tiszteletből 1954-ben a 10. CGPM határozta meg. Történelmileg megelőzi a Celsius-fok, de hivatalos meghatározása szempontjából elsődleges.
A kelvin SI-alapegység. A kelvinben és a Celsius-fokban mért hőmérséklet-különbség számértéke azonos.
A Kelvin-skála a Celsius-fokhoz képest 273,15 fokkal el van tolva. 0 K egyenlő az abszolút nulla fokkal (-273,15 °C), ahol a részecskék hőenergiája nullára csökken. Tudományos és mérnöki számításokban használják.

### Celsius-skála
Bevezetője Anders Celsius.
A legelterjedtebb hőmérsékleti skála a hétköznapi életben, az európai kontinensen.
Ezen a skálán légköri nyomás mellett az olvadó jég hőmérséklete jelenti a 0° értéket, a forrásban levő víz hőmérséklete pedig a 100°. Egysége tehát ezen intervallum {\displaystyle 1 \over 100}-ad része. Mértékegysége: °C (Celsius-fok).
A mértékegységeket a hozzá tartozó fizikai mennyiség jelével is megkülönböztetik. Így a t betű a Celsius-fokban, a T betű a kelvinben megadott hőmérsékletre utal. Azonban nem összetévesztendő az idő t-jével. Ha például a környezeti hőmérsékletet kell az idő függvényében ábrázolni, célszerű azt nagy T-vel jelölni.

### Fahrenheit-skála
Bevezetője Daniel Gabriel Fahrenheit.
Az 1700-as évektől széles körben használják, napjainkban főképp az amerikai kontinensen.
A Fahrenheit-skála nullpontja az általa kísérleti úton előállított legjobban lehűlő sós oldat fagyáspontja, a másik alappontja az emberi test hőmérséklete volt, amely hőtartományt az oszthatóság kedvéért 96 egységre bontotta (így a víz fagyáspontja épp 32 °F). Mértékegysége: °F (Fahrenheit-fok) Nagy előnye a Celsius és Kelvin skálákhoz képest, hogy ennek tartománya fedi le a legjobban a hétköznapi életet. 100 °C-on a legtöbb élőlény elpusztul, és 0 Kelvin körül is megszűnik az élet. A Fahrenheit értékei a kettő között helyezkednek el.

### Rankine-skála
Bevezetője William John Macquorn Rankine.
A ritkán használt Rankine-skála ugyanakkora egységeket használ, mint a Fahrenheit, de a nullpontja az abszolút nullánál van.
Mértékegysége: °R (Rankine-fok)

### Réaumur-skála
Bevezetője René Antoine Ferchault de Réaumur.
A Réaumur-skálának már csak történeti jelentősége van. Az alkotója a víz fagyáspontját adta meg nulla foknak, míg a forráspontját 80 foknak.
Az egység nevét René Antoine Ferhault de Réaumur francia természettudós tiszteletére választották.

### Delisle-skála
Bevezetője Joseph Nicolas Delisle 1732-ben  majd újítója  Josias Weitbrecht volt 1738-ban.
A Delisle-féle hőmérőt az 1850-es évekig használták Oroszországban és környező területeken. A Delisle-skála vonatkozási pontjai és értékei: a víz forráspontja 0, a jég olvadáspontja 150 °De. Ez így egy fordított skála, amivel elkerülhették a negatív számok használatát a fagyos környezetben.

## A skálák összehasonlítása
|                                                                           | Kelvin K    | Celsius °C | Fahrenheit °F | Rankine °Ra (°R) | Delisle °D | Newton °N  | Réaumur °R (°Ré, °Re) | Rømer °Rø (°R) |
| ------------------------------------------------------------------------- | ----------- | ---------- | ------------- | ---------------- | ---------- | ---------- | --------------------- | -------------- |
| Abszolút nulla                                                            | 0           | −273,15    | −459,67       | 0                | 559,725    | −90,14     | −218,52               | −135,90        |
| A Földön mért legalacsonyabb term. hőm. (Vosztok, Antarktisz, 1983)       | 184         | −89        | −128          | 331              | 284        | −29        | −71                   | −39            |
| A víz fagyáspontja (normál nyomáson)                                      | 273,15      | 0          | 32            | 491,67           | 150        | 0          | 0                     | 7,5            |
| Átlagos emberi testhőmérséklet                                            | 310,0 ± 0,7 | 36,8 ± 0,7 | 98,2 ± 1,3    | 557,9 ± 1,3      | 94,8 ± 1,1 | 12,1 ± 0,2 | 29,4 ± 0,6            | 26,8 ± 0,4     |
| A Földfelszínen mért legmagasabb term hőm. (Furnace Creek, CA, USA, 1913) | 329,8       | 56,7       | 134           | 593,7            | 65,0       | 18,7       | 45,3                  | 37,3           |
| A víz forráspontja (normál nyomáson)                                      | 373,15      | 100        | 212           | 672              | 0          | 33         | 80                    | 60             |
| A titán olvadáspontja                                                     | 1941        | 1668       | 3034          | 3494             | −2352      | 550        | 1334                  | 883            |
| A Nap felszíne                                                            | 5800        | 5526       | 9980          | 10 440           | −8140      | 1823       | 4421                  | 2909           |

## Átszámítás a különböző hőmérsékleti skálák között
Fahrenheit-fokra áttérés a Celsius-fokról: 
{\displaystyle t\,/^{\circ }\!F={(t/^{\circ }\!C\times 9) \over 5}+32\;}
Kelvinre áttérés a Celsius-fokról:
{\displaystyle T\,/K=T/^{\circ }\!C+273,15\;}
Celsius-fokra áttérés a Fahrenheit-fokról: 
{\displaystyle t\,/^{\circ }\!C={(t/^{\circ }\!F-32)\times 5 \over 9}\;}

## A hideg–meleg fogalma
A hideg és meleg a tudományban a környezethez viszonyított hőmérsékletet jelenti. Előjelét a hőáramlás iránya fejezi ki. Tehát hideg az az anyag, amely felé hőáramlást észlelünk; míg a meleg dolgokból kifelé észlelünk hőáramot. Az a hely, ahol bármely általunk vizsgált térbe hő áramlik be, pozitív forrásnak nevezzük.
A fiziológia szempontjából a természetes hőszabályzás által fenntartott normális testhőmérsékletet nevezik "meleg"-nek, vagyis ami ideális az adott melegvérű (homeoterm) élőlény életműködéseihez. Azt a jelenséget, amikor a szervezet képtelen az állandó testhőmérséklet fenntartására, és az jelentősen a normális érték fölé emelkedik, hipertermiának nevezik. Ennek ellentéte a testhő normális érték alá történő csökkenése, a hipotermia.
Az élőlényeknél a hőmérséklet-érzékelés az alapvető érzékszervek közé tartozik.

## Negatív hőmérséklet
A termodinamika harmadik főtétele az entrópia határértékét a következőképpen rögzíti: a termodinamikai rendszerek entrópiája véges pozitív érték felé, az entrópia hőmérséklet szerinti deriváltja pedig a zéró felé tart akkor, amikor a rendszer hőmérséklete az abszolút nulla érték felé közelít. Ennek értelmében a Kelvin-skála a pozitív oldaláról haladva a 0 K irányába az tetszőlegesen megközelíthető, de el nem érhető. Léteznek azonban olyan elszigetelt, mikroszkopikus - tehát klasszikus termodinamikai értelemben nem vizsgálható - rendszerek, melyekben a részecskék eloszlásából, mikroszkopikus tulajdonságaiból visszakövetkeztethetünk a rendszer hőmérsékletére, ami az általánostól eltérő, fordított eloszlás esetén lehet negatív kelvin hőmérsékletű.
Kelvini szemléletben, negatív hőmérsékletű az a zártabb eseményhorizontú – kifele–befele ható – egyensúlyi rendszer, amely elvonja az energiát a kevésbé zárt eseményhorizontú rendszertől, amely ez esetben a pozitív értékű és egy nála is nyitottabb rendszer szempontjából negatív értékű. Ilyen a Nap negatív értéke a Föld viszonylatában, ami pozitív értékű a hidrogén atom szempontjából, amelyet nem képes megtartani a gravitációs légkörében a Föld.